# لا شرقية ولا غربية
لا شرقية ولا غربية هي كوميديا سياسية أردنية، تناقش ملفات في بنية المجتمع وهو ملف الوحدة الوطنية وملامح اللغة الثالثة بين الأردنيين من شرق الأردن والأردنيين من أصل فلسطيني.المسرحية هذا الموضوع مباشرة وبدون مراوغة وعبر حوار طريف بين جبر الذي يتحدث بلكنة أهل شمال الأردن وزوجته زريفه التي تتحدث باللهجة الفلاحية الفلسطينية بحيث انتهى التنابز الإقليمي إلى تقسيم المنزل لجزئين الأول يحمل اسم ألمانيا الغربية العربية والثاني ألمانيا الشرقية العربية. ولا ينسى العرض مفارقات الربيع العربي مع تركيز شديد على لصوص النظام الرسمي العربي الذين تسببوا بأزمة للزعماء. 